# Felipe Ruiz Martín
Felipe Ruiz Martín (Palacios de Campos, Valladolid, 23 de agosto de 1915 - Madrid, 27 de enero de 2004) fue un historiador español.
Pionero en España de la historia económica, primer catedrático de historia económica en 1961. Miembro de la Real Academia de la Historia y de la Real Academia de Historia y Arte de San Quirce. Influido por la escuela de los Annales francesa

## Premios
- 1991 por su obra Pequeño capitalismo, gran capitalismo' de la editorial Crítica, obtuvo el Premio Nacional de Historia de España[7] concedido por el Ministerio de Educación y Cultura y dotado con dos millones y medio de pesetas
- 1991 Premio Castilla y León de Ciencias sociales y Humanidades[8]
- 1989 Doctor honoris causa Universidad del País Vasco[9]

## Obras
Selección de obras
- Los alumbres españoles: un índice de la coyuntura económica europea en el siglo XVI Madrid : Bornova, 2005. ISBN 84-934615-0-4[11][12]

- La Monarquía de Felipe II Real Academia de la Historia 2003

- La Proyección Europea De La Monarquía Hispánica coord. por Felipe Ruiz Martín Universidad Complutense, Editorial Complutense, 1996. ISBN 84-89365-27-X ISBN 978-84-89365-27-8
- Pequeño capitalismo, gran capitalismo: Simón Ruíz y sus negocios en Florencia. Barcelona : Crítica, D.L. 1990. ISBN 84-7423-441-7
- Las finanzas de la Monarquía Hispánica en tiempos de Felipe IV, 1621-1665, Discurso leído el 21 de octubre de 1990 de ingreso en el Real Academia de la historia Madrid.[13]
- El Banco de España. Una historia económica (1970) (y otros)

## Homenaje
- Felipe Ruiz Martín (1915-2004). In Memorian Ángel García Sanz[1]